# Qualifications pour les épreuves de cyclisme aux Jeux olympiques d'été de 2012
Pour un article plus général, voir Cyclisme aux Jeux olympiques d'été de 2012.
Les qualifications pour les épreuves de cyclisme des Jeux olympiques d'été de 2012 ont lieu de 2010 à 2012.

## Répartition globale des places
| Nation            | Piste  | Piste  | Piste  | Piste  | Piste  | Piste  | Piste  | Piste  | Piste  | Piste  | Route  | Route  | Route  | Route  | VTT | VTT | BMX | BMX | Total | Total |
| Nation            | Hommes | Hommes | Hommes | Hommes | Hommes | Femmes | Femmes | Femmes | Femmes | Femmes | Hommes | Hommes | Femmes | Femmes | H   | F   | H   | F   | Q     | NB    |
| Nation            | VE     | KE     | VI     | PE     | OM     | VE     | KE     | VI     | PE     | OM     | CEL    | CLM    | CEL    | CLM    | H   | F   | H   | F   | Q     | NB    |
| ----------------- | ------ | ------ | ------ | ------ | ------ | ------ | ------ | ------ | ------ | ------ | ------ | ------ | ------ | ------ | --- | --- | --- | --- | ----- | ----- |
| Afrique du Sud    |        |        | X      |        |        |        |        |        |        |        | 1      |        | 3      | 1      | 2   | 1   | 1   |     | 10    | 9     |
| Algérie           |        |        |        |        |        |        |        |        |        |        | 1      |        |        |        |     |     |     |     | 1     | 1     |
| Allemagne         | X      | X      | X      |        | X      | X      | X      | X      | X      |        | 5      | 2      | 4      | 2      | 3   | 2   | 2   |     | 33    | 25    |
| Argentine         |        |        |        |        | X      |        |        |        |        |        | 1      | 1      |        |        | 1   |     | 1   |     | 5     | 4     |
| Australie         | X      | X      | X      | X      | X      | X      | X      | X      | X      | X      | 5      | 2      | 3      | 1      | 1   | 1   | 3   | 2   | 36    | 29    |
| Autriche          |        |        |        |        |        |        |        |        |        |        | 2      |        |        |        | 2   | 1   |     |     | 5     | 5     |
| Azerbaïdjan       |        |        |        |        |        |        |        |        |        |        |        |        | 1      | 1      |     |     |     |     | 2     | 1     |
| Biélorussie       |        |        |        |        |        |        | X      | X      | X      | X      | 3      | 1      | 1      |        |     |     |     |     | 11    | 10    |
| Belgique          |        |        |        | X      | X      |        |        |        |        | X      | 5      | 1      | 3      | 1      | 2   |     | 1   |     | 19    | 17    |
| Brésil            |        |        |        |        |        |        |        |        |        |        | 3      | 1      | 3      | 1      | 1   |     | 1   | 1   | 11    | 9     |
| Bulgarie          |        |        |        |        |        |        |        |        |        |        | 2      |        |        |        |     |     |     |     | 2     | 2     |
| Canada            |        | X      |        |        | X      |        | X      | X      | X      | X      | 1      | 1      | 3      | 2      | 2   | 2   | 1   |     | 20    | 17    |
| Chili             |        |        |        |        | X      |        |        |        |        |        | 1      |        | 1      |        |     |     |     |     | 3     | 3     |
| Chine             | X      | X      | X      |        |        | X      | X      | X      | X      | X      |        |        | 1      |        | 1   | 1   |     |     | 16    | 12    |
| Chypre            |        |        |        |        |        |        |        |        |        |        |        |        |        |        | 1   |     |     |     | 1     | 1     |
| Colombie          |        | X      |        | X      | X      | X      | X      | X      |        | X      | 3      | 1      |        |        | 1   | 1   | 2   | 1   | 20    | 17    |
| Corée du Sud      |        |        |        | X      | X      | X      | X      | X      |        | X      | 1      |        | 1      |        |     |     |     |     | 12    | 10    |
| Costa Rica        |        |        |        |        |        |        |        |        |        |        | 1      |        |        |        | 1   |     |     |     | 2     | 2     |
| Croatie           |        |        |        |        |        |        |        |        |        |        | 2      |        |        |        |     |     |     |     | 2     | 2     |
| Cuba              |        |        |        |        |        |        | X      | X      |        | X      | 1      |        | 1      |        |     |     |     |     | 5     | 5     |
| Danemark          |        |        |        | X      | X      |        |        |        |        |        | 4      | 2      |        |        |     | 1   | 1   |     | 13    | 11    |
| Équateur          |        |        |        |        |        |        |        |        |        |        | 1      |        |        |        |     |     | 1   |     | 2     | 2     |
| Érythrée          |        |        |        |        |        |        |        |        |        |        | 1      |        |        |        |     |     |     |     | 1     | 1     |
| Espagne           |        | X      | X      | X      | X      |        |        |        |        | X      | 5      | 2      |        |        | 3   |     |     |     | 18    | 16    |
| Estonie           |        |        |        |        |        |        |        |        |        |        | 1      |        | 1      |        |     |     |     |     | 2     | 2     |
| États-Unis        |        |        | X      |        | X      |        |        |        | X      | X      | 5      | 1      | 4      | 2      | 2   | 2   | 3   | 2   | 27    | 24    |
| Finlande          |        |        |        |        |        |        |        |        |        |        | 1      |        | 1      | 1      |     |     |     |     | 3     | 2     |
| France            | X      | X      | X      |        | X      | X      | X      | X      |        | X      | 4      | 1      | 3      | 1      | 3   | 2   | 3   | 2   | 30    | 24    |
| Géorgie           |        |        |        |        |        |        |        |        |        |        | 1      |        |        |        |     |     |     |     | 1     | 1     |
| Grèce             |        | X      | X      |        |        |        |        |        |        |        | 1      |        |        |        | 1   |     |     |     | 4     | 4     |
| Guam              |        |        |        |        |        |        |        |        |        |        |        |        |        |        | 1   |     |     |     | 1     | 1     |
| Guatemala         |        |        |        |        |        |        |        |        |        |        | 1      |        |        |        |     |     |     |     | 1     | 1     |
| Hong Kong         |        |        |        |        | X      |        | X      | X      |        |        | 1      |        | 1      |        | 1   |     |     |     | 6     | 6     |
| Hongrie           |        |        |        |        |        |        |        |        |        |        | 1      |        |        |        | 1   | 1   |     |     | 3     | 3     |
| Iran              |        |        |        |        |        |        |        |        |        |        | 3      | 1      |        |        |     |     |     |     | 4     | 3     |
| Irlande           |        |        |        |        | X      |        |        |        |        |        | 3      | 1      |        |        |     |     |     |     | 5     | 4     |
| Italie            |        |        |        |        | X      |        |        |        |        |        | 5      | 1      | 4      | 2      | 2   | 1   | 1   |     | 17    | 14    |
| Japon             | X      | X      | X      |        |        |        |        | X      |        |        | 2      | 1      | 1      |        | 1   | 1   |     |     | 12    | 9     |
| Kazakhstan        |        |        |        |        |        |        |        |        |        |        | 2      | 2      |        |        |     |     |     |     | 4     | 2     |
| Lettonie          |        |        |        |        |        |        |        |        |        |        | 1      |        |        |        |     |     | 3   | 1   | 5     | 5     |
| Lituanie          |        |        |        |        |        |        | X      | X      |        |        | 2      | 1      |        |        |     |     |     | 1   | 6     | 4     |
| Luxembourg        |        |        |        |        |        |        |        |        |        |        | 2      | 1      | 1      |        |     |     |     |     | 4     | 3     |
| Malaisie          |        | X      | X      |        |        |        | X      |        |        |        | 2      |        |        |        |     |     |     |     | 5     | 5     |
| Maroc             |        |        |        |        |        |        |        |        |        |        | 3      | 1      |        |        |     |     |     |     | 4     | 3     |
| Maurice           |        |        |        |        |        |        |        |        |        |        |        |        | 1      |        |     |     |     |     | 1     | 1     |
| Mexique           |        |        |        |        |        |        |        |        |        |        | 1      |        | 1      |        |     |     |     |     | 2     | 2     |
| Moldavie          |        |        |        |        |        |        |        |        |        |        | 1      |        |        |        |     |     |     |     | 1     | 1     |
| Namibie           |        |        |        |        |        |        |        |        |        |        | 1      |        |        |        | 1   |     |     |     | 2     | 2     |
| Nouvelle-Zélande  | X      | X      | X      | X      | X      |        | X      | X      | X      | X      | 2      | 1      | 1      | 1      | 1   | 1   | 2   | 1   | 26    | 22    |
| Norvège           |        |        |        |        |        |        |        |        |        |        | 4      | 1      | 1      |        |     | 1   |     |     | 7     | 6     |
| Ouzbékistan       |        |        |        |        |        |        |        |        |        |        | 2      |        |        |        |     |     |     |     | 2     | 2     |
| Pays-Bas          |        | X      | X      | X      |        | X      | X      | X      | X      | X      | 5      | 2      | 4      | 2      | 2   |     | 3   | 1   | 33    | 27    |
| Philippines       |        |        |        |        |        |        |        |        |        |        |        |        |        |        |     |     | 1   |     | 1     | 1     |
| Pologne           | X      | X      | X      |        |        |        |        |        |        | X      | 3      | 1      | 1      |        | 2   | 2   |     |     | 15    | 12    |
| Portugal          |        |        |        |        |        |        |        |        |        |        | 3      | 1      |        |        | 1   |     |     |     | 5     | 4     |
| Tchéquie          |        | X      | X      |        |        |        |        |        |        |        | 2      |        |        |        | 3   | 1   |     | 2   | 10    | 10    |
| Roumanie          |        |        |        |        |        |        |        |        |        |        | 1      |        |        |        |     |     |     |     | 1     | 1     |
| Royaume-Uni       | X      | X      | X      | X      | X      | X      | X      | X      | X      | X      | 5      | 2      | 4      | 2      | 1   | 1   | 1   | 1   | 35    | 27    |
| Russie            | X      | X      | X      | X      |        |        | X      | X      |        | X      | 3      | 1      | 3      | 2      | 1   | 1   |     |     | 23    | 18    |
| Rwanda            |        |        |        |        |        |        |        |        |        |        |        |        |        |        | 1   |     |     |     | 1     | 1     |
| Salvador          |        |        |        |        |        |        |        |        |        |        |        |        | 1      |        |     |     |     |     | 1     | 1     |
| Serbie            |        |        |        |        |        |        |        |        |        |        | 2      |        |        |        |     |     |     |     | 2     | 2     |
| Slovaquie         |        |        |        |        |        |        |        |        |        |        | 1      |        |        |        |     |     |     |     | 1     | 1     |
| Slovénie          |        |        |        |        |        |        |        |        |        |        | 3      | 1      | 1      |        |     | 2   |     |     | 7     | 6     |
| Suède             |        |        |        |        |        |        |        |        |        |        | 1      | 1      | 3      | 2      |     | 1   |     |     | 8     | 5     |
| Suisse            |        |        |        |        |        |        |        |        |        |        | 5      | 2      |        |        | 3   | 2   | 1   |     | 13    | 11    |
| Syrie             |        |        |        |        |        |        |        |        |        |        | 1      |        |        |        |     |     |     |     | 1     | 1     |
| Thaïlande         |        |        |        |        |        |        |        |        |        |        |        |        | 1      |        |     |     |     |     | 1     | 1     |
| Taipei chinois    |        |        |        |        |        |        |        |        |        | X      |        |        | 1      |        |     |     |     |     | 2     | 2     |
| Trinité-et-Tobago |        | X      | X      |        |        |        |        |        |        |        |        |        |        |        |     |     |     |     | 2     | 2     |
| Turquie           |        |        |        |        |        |        |        |        |        |        | 3      | 1      |        |        |     |     |     |     | 4     | 3     |
| Ukraine           |        |        |        |        |        | X      | X      | X      | X      |        | 2      |        | 1      |        | 1   | 1   |     |     | 12    | 10    |
| Uruguay           |        |        |        |        |        |        |        |        |        |        | 1      |        |        |        |     |     |     |     | 1     | 1     |
| Venezuela         | X      | X      | X      |        | X      | X      | X      | X      |        | X      | 3      | 1      | 1      |        |     |     |     | 1   | 17    | 12    |
| Total: 74 pays    | 30     | 18     | 18     | 40     | 18     | 20     | 18     | 18     | 30     | 18     | 145    | 40     | 66     | 24     | 50  | 30  | 32  | 16  | 237   | 197   |

## Période de qualification
Ce qui suit est une chronologie des événements qualificatifs pour les épreuves cyclistes des Jeux olympiques de 2012.
| Compétition                                          | Date                 | Lieu              |
| Piste                                                | Piste                | Piste             |
| ---------------------------------------------------- | -------------------- | ----------------- |
| Championnats du monde de cyclisme sur piste 2011     | 23-27 mars 2011      | Apeldoorn         |
| Championnats du monde de cyclisme sur piste 2012     | 4-8 avril 2012       | Melbourne         |
| Classement final UCI période 2010-2012               | 8 avril 2012         | -                 |
| Route                                                |                      |                   |
| Championnats d'Afrique de cyclisme 2010 (hommes)     | 10-14 novembre 2010  | Kigali            |
| Championnats d'Asie de cyclisme 2011 (hommes)        | 9-19 février 2011    | Nakhon Ratchasima |
| Championnats panaméricains de cyclisme 2011 (hommes) | 3-7 mai 2011         | Medellin          |
| Championnats du monde de cyclisme sur route 2011     | 19-25 septembre 2011 | Copenhague        |
| UCI World Tour 2011                                  | 1er novembre 2011    | -                 |
| UCI Africa Tour 2011                                 | 1er novembre 2011    | -                 |
| UCI America Tour 2011                                | 1er novembre 2011    | -                 |
| UCI Asia Tour 2011                                   | 1er novembre 2011    | -                 |
| UCI Europe Tour 2011                                 | 1er novembre 2011    | -                 |
| UCI Oceania Tour 2011                                | 1er novembre 2011    | -                 |
| Championnats d'Afrique de cyclisme 2011 (femmes)     | 9-13 novembre 2011   | Asmara            |
| Championnats d'Asie de cyclisme 2012 (femmes)        | 14-18 février 2012   | Kuala Lumpur      |
| Championnats panaméricains de cyclisme 2012 (femmes) | 9-11 mars 2012       | Mar del Plata     |
| Classement mondial UCI (femmes)                      | 31 mai 2012          | -                 |
| VTT                                                  |                      |                   |
| Championnats d'Afrique de VTT 2011                   | 12-13 février 2011   | Le Cap            |
| Championnats d'Océanie de VTT 2011                   | 18-20 mars 2011      | Shepparton        |
| Championnats panaméricains de VTT 2011               | 1-3 avril 2011       | Chía              |
| Championnats d'Asie de VTT 2011                      | 10-12 juin 2011      | Suzhou            |
| Classement UCI qualificatif pour les JO              | 23 mai 2012          | -                 |
| BMX                                                  |                      |                   |
| Championnats du monde de BMX 2012                    | 25-27 mai 2012       | Birmingham        |
| Classement UCI final par nation                      | 28 mai 2012          |                   |

## Cyclisme sur piste
Pour consulter les règles complètes publiées par l'UCI, vous pouvez consulter l'article récapitulatif sur le site officiel.
La qualification est entièrement basée sur le classement UCI calculé dans la période 2010-2012. Les CNO sont limités à un coureur ou à une équipe par épreuve, soit 9 hommes et 7 femmes. En respectant cette limite, les coureurs peuvent participer à plusieurs épreuves.

### Épreuves masculines

#### Vitesse par équipes
Les équipes sont composées de 3 coureurs
| Compétition                        | Classement par nation | Qualifiés                                                                                    | Équipe par CNO |
| ---------------------------------- | --------------------- | -------------------------------------------------------------------------------------------- | -------------- |
| Classement UCI Olympique 2010-2012 | 1 à 10                | Allemagne Australie Royaume-Uni France Nouvelle-Zélande Russie Chine Japon Pologne Venezuela | 1              |
| Total                              |                       |                                                                                              | 10             |

#### Vitesse individuelle
| Compétition                                                | Classement par nation | Qualifiés                                                                                    | Athlète par CNO |
| ---------------------------------------------------------- | --------------------- | -------------------------------------------------------------------------------------------- | --------------- |
| Classement UCI Olympique 2010-2012                         | 1 à 8                 | Tchéquie Grèce Malaisie Pays-Bas Afrique du Sud Espagne Trinité-et-Tobago États-Unis         | 1               |
| Coureur qualifié à une autre épreuve                       |                       |                                                                                              | 1               |
| 1 coureur par équipe qualifiée pour la vitesse par équipes |                       | Australie Chine France Allemagne Royaume-Uni Japon Nouvelle-Zélande Pologne Russie Venezuela | 1               |
| Total                                                      |                       |                                                                                              | 18              |

#### Keirin
| Compétition                                                | Classement par nation | Qualifiés                                                                                    | Athlète par CNO |
| ---------------------------------------------------------- | --------------------- | -------------------------------------------------------------------------------------------- | --------------- |
| Classement UCI Olympique 2010-2012                         | 1 à 8                 | Canada Colombie Tchéquie Grèce Malaisie Pays-Bas Espagne Trinité-et-Tobago                   | 1               |
| Coureur qualifié à une autre épreuve                       |                       |                                                                                              | 1               |
| 1 coureur par équipe qualifiée pour la vitesse par équipes |                       | Australie Chine France Allemagne Royaume-Uni Japon Nouvelle-Zélande Pologne Russie Venezuela | 1               |
| Total                                                      |                       |                                                                                              | 18              |

#### Poursuite par équipes
Les équipes sont composées de 4 coureurs
| Compétition                        | Classement par nation | Qualifiés                                                                                              | Équipe par CNO |
| ---------------------------------- | --------------------- | --- | -------------- |
| Classement UCI Olympique 2010-2012 | 1 à 10                | Australie Belgique Colombie Danemark Royaume-Uni Pays-Bas Nouvelle-Zélande Russie Corée du Sud Espagne | 1              |
| Total                              |                       | | 10             |

#### Omnium
| Compétition                          | Classement par nation | Qualifiés | Athlète par CNO |
| ------------------------------------ | --------------------- | --- | --------------- |
| Classement UCI Olympique 2010-2012   | 1 à 18                | Argentine Australie Belgique Canada Chili Colombie Danemark France Allemagne Royaume-Uni Hong Kong Irlande Italie Nouvelle-Zélande Corée du Sud Espagne États-Unis Venezuela | 1               |
| Coureur qualifié à une autre épreuve |                       | | 1               |
| Total                                |                       | | 18              |

### Épreuves féminines

#### Vitesse par équipes
Les équipes sont composées de 2 coureuses
| Compétition                        | Classement par nation | Qualifiés                                                                                     | Équipes par CNO |
| ---------------------------------- | --------------------- | --------------------------------------------------------------------------------------------- | --------------- |
| Classement UCI Olympique 2010-2012 | 1 à 10                | Australie Chine Colombie France Allemagne Royaume-Uni Pays-Bas Corée du Sud Ukraine Venezuela | 1               |
| Total                              |                       |                                                                                               | 10              |

#### Vitesse individuelle
| Compétition                                                 | Classement par nation | Qualifiés                                                                                     | Athlète par CNO |
| ----------------------------------------------------------- | --------------------- | --------------------------------------------------------------------------------------------- | --------------- |
| Classement UCI Olympique 2010-2012                          | 1 à 8                 | Biélorussie Canada Cuba Hong Kong Japon Lituanie Nouvelle-Zélande Russie                      | 1               |
| Coureuse qualifiée à une autre épreuve                      |                       |                                                                                               | 1               |
| 1 cycliste par équipe qualifiée pour la vitesse par équipes |                       | Australie Chine Colombie France Allemagne Royaume-Uni Pays-Bas Corée du Sud Ukraine Venezuela | 1               |
| Total                                                       |                       |                                                                                               | 18              |

#### Keirin
| Compétition                                                 | Classement par nation | Qualifiés                                                                                     | Athlète par CNO |
| ----------------------------------------------------------- | --------------------- | --------------------------------------------------------------------------------------------- | --------------- |
| Classement UCI Olympique 2010-2012                          | 1 à 8                 | Biélorussie Canada Cuba Hong Kong Lituanie Malaisie Nouvelle-Zélande Russie                   | 1               |
| Cycliste qualifiée à une autre épreuve                      |                       |                                                                                               | 1               |
| 1 cycliste par équipe qualifiée pour la vitesse par équipes |                       | Australie Chine Colombie France Allemagne Royaume-Uni Pays-Bas Corée du Sud Ukraine Venezuela | 1               |
| Total                                                       |                       |                                                                                               | 18              |

#### Poursuite par équipes
Les équipes sont composées de 3 coureuses
| Compétition                        | Classement par nation | Qualifiés                                                                                             | Équipe par CNO |
| ---------------------------------- | --------------------- | --- | -------------- |
| Classement UCI Olympique 2010-2012 | 1 à 10                | Australie Biélorussie Canada Chine Allemagne Royaume-Uni Pays-Bas Nouvelle-Zélande Ukraine États-Unis | 1              |
| Total                              |                       | | 10             |

#### Omnium
| Compétition                            | Classement par nation | Qualifiés | Athlète par CNO |
| -------------------------------------- | --------------------- | --- | --------------- |
| Classement UCI Olympique 2010-2012     | 1 à 18                | Australie Biélorussie Belgique Canada Chine Colombie Cuba France Royaume-Uni Corée du Sud Pays-Bas Nouvelle-Zélande Pologne Russie Espagne Taipei chinois États-Unis Venezuela | 1               |
| Cycliste qualifiée à une autre épreuve |                       | | 1               |
| Total                                  |                       | | 18              |

## Cyclisme sur route
Pour consulter les règles complètes publiées par l'UCI, vous pouvez consulter l'article récapitulatif sur le site officiel.
Chaque athlète remplissant les critères de sélection dans une épreuve individuelle qualifie son CNO pour une place dans cette épreuve. La place ainsi gagnée n’est pas nominative et sera attribuée à l’athlète que le CNO choisira.

### Course en ligne hommes
| Compétition                           | Classement | Qualifiés        | Athlètes par CNO |
| ------------------------------------- | ---------- | ---------------- | ---------------- |
| Classement UCI World Tour 2011        | 1er        | Espagne          | 5                |
| Classement UCI World Tour 2011        | 2e         | Belgique         | 5                |
| Classement UCI World Tour 2011        | 3e         | Italie           | 5                |
| Classement UCI World Tour 2011        | 4e         | Australie        | 5                |
| Classement UCI World Tour 2011        | 5e         | Royaume-Uni      | 5                |
| Classement UCI World Tour 2011        | 6e         | Allemagne        | 5                |
| Classement UCI World Tour 2011        | 7e         | Pays-Bas         | 5                |
| Classement UCI World Tour 2011        | 8e         | États-Unis       | 5                |
| Classement UCI World Tour 2011        | 9e         | Luxembourg       | 2*               |
| Classement UCI World Tour 2011        | 10e        | Suisse           | 5                |
| Classement UCI World Tour 2011        | 11e        | France           | 4                |
| Classement UCI World Tour 2011        | 12e        | Norvège          | 3*               |
| Classement UCI World Tour 2011        | 13e        | Irlande          | 3*               |
| Classement UCI World Tour 2011        | 14e        | Danemark         | 4                |
| Classement UCI World Tour 2011        | 15e        | Kazakhstan       | 2*               |
| Classement UCI World Tour 2011        | Individuel | Slovaquie        | 1                |
| Classement UCI World Tour 2011        | Individuel | Costa Rica       | 1                |
| Classement UCI World Tour 2011        | Individuel | Lettonie         | 1                |
| UCI Africa Tour 2011                  | 1er        | Maroc            | 3                |
| UCI Africa Tour 2011                  | 2e         | Érythrée         | 1**              |
| UCI Africa Tour 2011                  | Individuel | Algérie          | 1                |
| UCI America Tour 2011                 | 1 à 3      | Colombie         | 3                |
| UCI America Tour 2011                 | 2e         | Venezuela        | 3                |
| UCI America Tour 2011                 | 3e         | Brésil           | 3                |
| UCI America Tour 2011                 | 4e         | Argentine        | 1**              |
| UCI America Tour 2011                 | 5e         | Canada           | 1**              |
| UCI America Tour 2011                 | 6e         | Uruguay          | 1**              |
| UCI America Tour 2011                 | Individuel | Chili            | 1                |
| UCI America Tour 2011                 | Individuel | Cuba             | 1                |
| UCI America Tour 2011                 | Individuel | Équateur         | 1                |
| UCI Asia Tour 2011                    | 1er        | Iran             | 3                |
| UCI Asia Tour 2011                    | 2e         | Japon            | 2                |
| UCI Asia Tour 2011                    | 3e         | Ouzbékistan      | 2                |
| UCI Asia Tour 2011                    | 4e         | Malaisie         | 2                |
| UCI Europe Tour 2011                  | 1er        | Slovénie         | 3                |
| UCI Europe Tour 2011                  | 2e         | Russie           | 3                |
| UCI Europe Tour 2011                  | 3e         | Portugal         | 3                |
| UCI Europe Tour 2011                  | 4e         | Pologne          | 3                |
| UCI Europe Tour 2011                  | 5e         | Turquie          | 3                |
| UCI Europe Tour 2011                  | 6e         | Biélorussie      | 3                |
| UCI Europe Tour 2011                  | 7e         | Lituanie         | 2                |
| UCI Europe Tour 2011                  | 8e         | Ukraine          | 2                |
| UCI Europe Tour 2011                  | 9e         | Croatie          | 2                |
| UCI Europe Tour 2011                  | 10e        | Tchéquie         | 2                |
| UCI Europe Tour 2011                  | 11e        | Serbie           | 2                |
| UCI Europe Tour 2011                  | 12e        | Bulgarie         | 2                |
| UCI Europe Tour 2011                  | 13e        | Autriche         | 2                |
| UCI Europe Tour 2011                  | 14e        | Estonie          | 1**              |
| UCI Europe Tour 2011                  | 15e        | Norvège          | 1***             |
| UCI Europe Tour 2011                  | 16e        | Suède            | 1**              |
| UCI Europe Tour 2011                  | Individuel | Roumanie         | 1                |
| UCI Europe Tour 2011                  | Individuel | Hongrie          | 1                |
| UCI Europe Tour 2011                  | Individuel | Grèce            | 1                |
| UCI Oceania Tour 2011                 | 1er        | Nouvelle-Zélande | 2                |
| Championnats d'Afrique sur route 2010 | 1er        | Namibie          | 1                |
| Championnats d'Afrique sur route 2010 | 2e         | Afrique du Sud   | 1                |
| Championnats panaméricains sur route  | 1er        | Mexique          | 1                |
| Championnats panaméricains sur route  | 2e         | Guatemala        | 1                |
| Championnats d'Asie sur route 2011    | 1er        | Corée du Sud     | 1                |
| Championnats d'Asie sur route 2011    | 2e         | Hong Kong        | 1                |
| Quotas réattribués                    |            | Finlande         | 1                |
| Quotas réattribués                    | Géorgie    | 1                |                  |
| Quotas réattribués                    | Moldavie   | 1                |                  |
| Quotas réattribués                    | Syrie      | 1                |                  |
| Total                                 |            |                  | 145              |

* Quota réduit au nombre de coureur du classement de chaque tour respectif

** Quota réduit à un coureur pour prendre en compte les qualifiés individuels du même tour

*** Places additionnelles accordées aux pays en raison du manque de coureurs classés sur le World Tour

### Contre-la-montre hommes
| Compétition                                              | Classement | Qualifiés        | Athlètes par CNO |
| -------------------------------------------------------- | ---------- | ---------------- | ---------------- |
| Classement UCI World Tour 2011                           | 1er        | Espagne          | 1                |
| Classement UCI World Tour 2011                           | 2e         | Belgique         | 1                |
| Classement UCI World Tour 2011                           | 3e         | Italie           | 1                |
| Classement UCI World Tour 2011                           | 4e         | Australie        | 1                |
| Classement UCI World Tour 2011                           | 5e         | Royaume-Uni      | 1                |
| Classement UCI World Tour 2011                           | 6e         | Allemagne        | 1                |
| Classement UCI World Tour 2011                           | 7e         | Pays-Bas         | 1                |
| Classement UCI World Tour 2011                           | 8e         | États-Unis       | 1                |
| Classement UCI World Tour 2011                           | 9e         | Luxembourg       | 1                |
| Classement UCI World Tour 2011                           | 10e        | Suisse           | 1                |
| Classement UCI World Tour 2011                           | 11e        | France           | 1                |
| Classement UCI World Tour 2011                           | 12e        | Norvège          | 1                |
| Classement UCI World Tour 2011                           | 13e        | Irlande          | 1                |
| Classement UCI World Tour 2011                           | 14e        | Danemark         | 1                |
| Classement UCI World Tour 2011                           | 15e        | Kazakhstan       | 1                |
| UCI Africa Tour 2011                                     | 1er        | Maroc            | 1                |
| UCI America Tour 2011                                    | 1er        | Colombie         | 1                |
| UCI America Tour 2011                                    | 2e         | Venezuela        | 1                |
| UCI America Tour 2011                                    | 3e         | Brésil           | 1                |
| UCI America Tour 2011                                    | 4e         | Argentine        | 1                |
| UCI Asia Tour 2011                                       | 1er        | Iran             | 1                |
| UCI Asia Tour 2011                                       | 2e         | Japon            | 1                |
| UCI Europe Tour 2011                                     | 1er        | Slovénie         | 1                |
| UCI Europe Tour 2011                                     | 2e         | Russie           | 1                |
| UCI Europe Tour 2011                                     | 3e         | Portugal         | 1                |
| UCI Europe Tour 2011                                     | 4e         | Pologne          | 1                |
| UCI Europe Tour 2011                                     | 5e         | Turquie          | 1                |
| UCI Europe Tour 2011                                     | 6e         | Biélorussie      | 1                |
| UCI Europe Tour 2011                                     | 7e         | Lituanie         | 1                |
| UCI Oceania Tour 2011                                    | 1er        | Nouvelle-Zélande | 1                |
| Contre-la-montre individuel du championnat du monde 2011 | 1er        | Allemagne        | 1                |
| Contre-la-montre individuel du championnat du monde 2011 | 2e         | Royaume-Uni      | 1                |
| Contre-la-montre individuel du championnat du monde 2011 | 3e         | Suisse           | 1                |
| Contre-la-montre individuel du championnat du monde 2011 | 4e         | Australie        | 1                |
| Contre-la-montre individuel du championnat du monde 2011 | 5e         | Pays-Bas         | 1                |
| Contre-la-montre individuel du championnat du monde 2011 | 6e         | Kazakhstan       | 1                |
| Contre-la-montre individuel du championnat du monde 2011 | 7e         | Danemark         | 1                |
| Contre-la-montre individuel du championnat du monde 2011 | 8e         | Espagne          | 1                |
| Contre-la-montre individuel du championnat du monde 2011 | 9e         | Suède            | 1                |
| Contre-la-montre individuel du championnat du monde 2011 | 10e        | Canada           | 1                |
| Total                                                    |            |                  | 40               |

### Course en ligne femmes
| Compétition                               | Classement par pays                 | Qualifiés | Athlètes par CNO |
| ----------------------------------------- | ----------------------------------- | --- | ---------------- |
| Classement UCI 2012 du 31 mai             | 1 à 5                               | Pays-Bas Allemagne États-Unis Italie Royaume-Uni                                                                                                   | 4                |
| Classement UCI 2012 du 31 mai             | 6 à 13                              | Suède Australie Russie Belgique Canada France Brésil Afrique du Sud                                                                                | 3                |
| Classement UCI 2012 du 31 mai             | 14 à 23                             | Lituanie Nouvelle-Zélande Venezuela Cuba Luxembourg Ukraine Chine Salvador Biélorussie Norvège                                                     | 1                |
| Classement UCI 2012 du 31 mai             | 100 premières du classement mondial | Jutatip Maneephan Mayra del Rocio Pia Sundstedt Mei Yu Hsiao Grete Treier Elena Tchalykh Mayuko Hagiwara Sylwia Kapusta Ah Reum Na Polona Batagelj | 1                |
| Championnats d'Afrique sur route 2011     | 1er                                 | Maurice | 1                |
| Championnats panaméricains sur route 2012 | 1er                                 | Chili | 1                |
| Championnats d'Asie sur route 2012        | 1er                                 | Hong Kong | 1                |
| Total                                     |                                     | | 67               |

### Contre-la-montre femmes
| Compétition                                              | Classement par pays | Qualifiés | Athlètes par CNO |
| -------------------------------------------------------- | ------------------- | --- | ---------------- |
| Classement UCI 2011                                      | 1 à 15              | Pays-Bas Allemagne États-Unis Italie Royaume-Uni Suède Australie Russie Belgique Canada France Brésil Afrique du Sud Lituanie Nouvelle-Zélande | 1                |
| Contre-la-montre individuel du championnat du monde 2011 | 1 à 10              | Allemagne Royaume-Uni Canada Pays-Bas États-Unis Suède Australie Azerbaïdjan Russie Italie Finlande                                            | 1                |
| Total                                                    |                     | | 24               |

## VTT
Pour consulter les règles complètes publiées par l'UCI, vous pouvez consulter l'article récapitulatif sur le site officiel.
Chaque nation peut engager un maximum de 3 hommes et 2 femmes.

### Hommes
| Compétition                | Classement par pays | Qualifiés                                                                                       | Athlètes par CNO |
| -------------------------- | ------------------- | ----------------------------------------------------------------------------------------------- | ---------------- |
| Classement UCI Olympique   | 1 à 5               | Suisse France Tchéquie Espagne Allemagne                                                        | 3                |
| Classement UCI Olympique   | 6 à 13              | Italie Pays-Bas Afrique du Sud États-Unis Autriche Canada Pologne Belgique                      | 2                |
| Classement UCI Olympique   | 14 à 24             | Royaume-Uni Suède Australie Japon Brésil Ukraine Hongrie Russie Argentine Grèce Chypre Portugal | 1                |
| Championnats d'Afrique     | 1 à 2               | Namibie Rwanda                                                                                  | 1                |
| Championnats panaméricains | 1 à 2               | Colombie Costa Rica                                                                             | 1                |
| Championnats d'Asie        | 1 à 2               | Chine Hong Kong                                                                                 | 1                |
| Championnats d'Océanie     | 1                   | Australie                                                                                       | 1                |
| Total                      |                     |                                                                                                 | 50               |

### Femmes
| Compétition                | Classement par pays | Qualifiés                                                                                                  | Athlètes par CNO |
| -------------------------- | ------------------- | --- | ---------------- |
| Classement UCI Olympique   | 1 à 8               | Canada Suisse France Pologne États-Unis Slovénie Allemagne Norvège                                         | 2                |
| Classement UCI Olympique   | 9 à 18              | Russie Tchéquie Italie Autriche Pays-Bas Nouvelle-Zélande Ukraine Royaume-Uni Suède Danemark Hongrie Japon | 1                |
| Championnats d'Afrique     | 1                   | Afrique du Sud                                                                                             | 1                |
| Championnats panaméricains | 1                   | Colombie                                                                                                   | 1                |
| Championnats d'Asie        | 1                   | Chine | 1                |
| Championnats d'Océanie     | 1                   | Australie                                                                                                  | 1                |
| Total                      |                     | | 30               |

## BMX
Pour consulter les règles complètes publiées par l'UCI, vous pouvez consulter l'article récapitulatif sur le site officiel.
Chaque nation peut engager un maximum de 3 hommes et 2 femmes.

### Hommes
| Compétition                             | Classement par pays | Qualifiés                                                  | Athlètes par CNO |
| --------------------------------------- | ------------------- | ---------------------------------------------------------- | ---------------- |
| Classement UCI par nation du 28/05/2012 | 1 à 5               | Australie États-Unis France Lettonie Pays-Bas              | 3                |
| Classement UCI par nation du 28/05/2012 | 6 à 8               | Colombie Nouvelle-Zélande Allemagne                        | 2                |
| Classement UCI par nation du 28/05/2012 | 9 à 11              | Canada Italie Argentine                                    | 1                |
| Championnats du monde de BMX 2012       | 1 à 6               | Afrique du Sud Suisse Belgique Philippines Brésil Danemark | 1                |
| Pays organisateur                       | 1                   | Royaume-Uni                                                | 1                |
| Quota réattribué                        | 1                   | Équateur                                                   | 1                |
| Total                                   |                     |                                                            | 32               |

### Femmes
| Compétition                             | Classement par pays | Qualifiés                            | Athlètes par CNO |
| --------------------------------------- | ------------------- | ------------------------------------ | ---------------- |
| Classement UCI par nation du 28/05/2012 | 1 à 4               | Australie États-Unis France Tchéquie | 2                |
| Classement UCI par nation du 28/05/2012 | 6 à 7               | Colombie Pays-Bas Nouvelle-Zélande   | 1                |
| Championnats du monde de BMX 2012       | 1 à 3               | Brésil Lituanie Venezuela            | 1                |
| Pays organisateur                       | 1                   | Brésil Lituanie Venezuela            | 1                |
| Quota réattribué                        | 1                   | Lettonie                             | 1                |
| Total                                   |                     |                                      | 16               |